# ダミール・マルコータ
ダミール・マルコータ（Damir Markota）ことダミール・マルコータ・オメルホジッチ（Damir Markota Omerhodžić 、1985年12月26日 - ）は、クロアチアのプロバスケットボール選手。スペイン男子プロバスケットボールリーグ1部リーガACBのビルバオ・バスケット所属。ユーゴスラビアボスニア・ヘルツェゴビナサラエボ出身。ポジションはスモールフォワード、パワーフォワード。211cm、102.1kg。

## 来歴
ボスニア・ヘルツェゴビナのサラエヴォで生まれた彼はボスニア・ヘルツェゴビナ紛争の最中、スウェーデンで育った。ストックホルムのチームでマチェイ・ランペと共にプレーし、14歳の時にクロアチアに移り、その後KKシボナ・ザグレブと契約したが、2002-2003シーズンまで他チームにレンタルされた。バスケットボールスウェーデン代表からオファーを受けていたが、これを断り、クロアチアの市民権を得た。
バスケットボールクロアチア代表に招集され、2003年のジュニア世界選手権で平均5.8得点、4,2リバウンドをあげた。2005年のU-20バスケットボール欧州選手権ではチームトップの平均18.3得点、10.8リバウンド、2.9アシストをあげた。
2004年のNBAドラフトにエントリーしたが、とりやめた。2005年に母親の旧姓であるマルコータに改名した。
2005-2006シーズンには、平均7.8得点、5.1リバウンドをあげて、控え選手としてはユーロリーグの中でもトップクラスの活躍を見せた。
2006年のNBAドラフト2巡59位でサンアントニオ・スパーズに指名されたが、2007年のドラフト2巡指名権2つとの交換でミルウォーキー・バックスに交渉権がトレードされた。バックスは同年夏、マルコータと複数年契約を結んだ。2007年2月、NBAデベロップメント・リーグのタルサ・シックスティシクサーズに送られた。同年9月8日、バックスからウェーバーされ、2日後にロシアのスパルタク・サンクトペテルブルクと契約を結んだ。2008年初めにリトアニアのBCジャルギリスと契約した。
2008年の北京オリンピック代表に選ばれていたが、カメルーン戦で半月板を損傷したため欠場することとなった。
2008年8月14日、KKシボナ・ザグレブと契約を結んだ。しかしひざの負傷もあり十分なパフォーマンスを見せることができなかった。同年10月、リーガACBのメノルカ・バスケットと契約、2009年1月、ビルバオ・バスケットに加入した。
2010年9月1日、スロベニアのユニオン・オリンピアと1年契約を結んだ。2012年1月、給料の支払いがきちんと行われないオリンピアを退団し、KKザグレブと契約した。
2012年8月、ベシクタシュJKと1年契約を結んだ。2013年9月27日、ブローゼ・バスケッツと契約を結んだ。11月25日、ビルバオ・バスケットとシーズン終了までの契約を結んだ。
2014年10月、KKシボーナとシーズン終了まで契約、3度目の復帰を果たした。しかし、2015年1月2日、シボーナを退団、同日、トルコのイスタンブールBBと契約を結んだ。